# Dolný Vadičov
Dolný Vadičov este o comună slovacă, aflată în districtul Kysucké Nové Mesto din regiunea Žilina. Localitatea se află la altitudinea de 442 m deasupra n.m., se întinde pe o suprafață de 5,95 km2 și în 2017 număra 480 de locuitori.

## Istoric
Localitatea Dolný Vadičov este atestată documentar din 1359.

## Demografie
| An:                | 1994 | 2004    | 2014    | 2024    |
| ------------------ | ---- | ------- | ------- | ------- |
| Număr de persoane: | 384  | 425     | 477     | 598     |
| Diferență:         |      | +10,67% | +12,23% | +25,36% |

| An:                | 2023 | 2024   |
| ------------------ | ---- | ------ |
| Număr de persoane: | 588  | 598    |
| Diferență:         |      | +1,70% |